# NGC 368
NGC 368 è una galassia lenticolare situata nella costellazione della Fenice a una distanza di circa 375 milioni di anni luce dal Sistema solare.
Fu scoperta il 5 settembre 1834 da John Herschel.